# Celastrina cossa
Celastrina cossa är en fjärilsart som beskrevs av Chapman 1909. Celastrina cossa ingår i släktet Celastrina och familjen juvelvingar. Inga underarter finns listade i Catalogue of Life.